# Ivoirine
L'ivoirine est une matière synthétique imitant l'ivoire.

## Composition
Il peut s'agir d'une résine chargée en poudre d'ivoire et polymérisée, ou d'un mélange de camphre, de collodion, d'huile essentielle, de méthylène et d'une substance grasse.
L'absence de toute veine, structure ou fente permet de la reconnaître aisément.

## Utilisation
Avant la bakélite, l'ivoirine a été utilisée en remplacement de l’ivoire pour fabriquer des touches de piano ou d’orgue.